# Chặng đua TT Assen 2021
Chặng đua TT Assen  2021 hay còn được gọi là chặng đua TT Hà Lan 2021 (tên chính thức 2021 Motul TT Assen) là chặng đua thứ chín của mùa giải MotoGP 2021. Chặng đua được tổ chức ở trường đua TT Assen, Hà Lan từ ngày 25 đến ngày 27 tháng 06 năm 2021. Người chiến thắng là Fabio Quartararo của đội đua Yamaha.

## Diễn biến chính
Maverick Vinales giành pole nhưng để tụt xuống vị trí thứ 4 sau vòng 1. Và người vượt lên dẫn đầu là Francesco Bagnaia.
Những vòng đua tiếp theo, Fabio Quartararo liên tục tấn công Bagnaia và đã vượt thành công đối thủ ở vòng 4. Từ đó thì Quartararo giữ vững vị trí dẫn đầu để giành lấy chiến thắng thứ 4 trong mùa giải.
Ở phía sau, Bagnaia lại phải phòng ngự trước sức tấn công mãnh liệt của Takaaki Nakagami. Đáng tiếc là đến giai đoạn giữa cuộc đua thì cả hai đều phạm sai lầm, để tụt vị trí rất sâu. Vinales không còn ai cản đường cũng đã dễ dàng về đích thứ hai. Joan Mir về thứ ba.
Đây là chặng đua cuối cùng, trước khi các tay đua đi nghỉ hè. Quartararo hoàn thành giai đoạn lượt đi ở ngôi đầu bảng với 156 điểm, hơn người đứng thứ hai Johann Zarco 34 điểm. Tuy nhiên đội đua Yamaha không có niềm vui trọn vẹn vì Vinales quyết định sớm chấm dứt hợp đồng với đội đua này sau khi mùa giải 2021 kết thúc.

## Kết quả
| Stt                         | Số xe | Tay đua           | Xe      | Lap | Thời gian     | Xuất phát | Điểm |
| --------------------------- | ----- | ----------------- | ------- | --- | ------------- | --------- | ---- |
| 1                           | 20    | Fabio Quartararo  | Yamaha  | 26  | 40:35.031     | 2         | 25   |
| 2                           | 12    | Maverick Viñales  | Yamaha  | 26  | +2.757        | 1         | 20   |
| 3                           | 36    | Joan Mir          | Suzuki  | 26  | +5.760        | 10        | 16   |
| 4                           | 5     | Johann Zarco      | Ducati  | 26  | +6.130        | 5         | 13   |
| 5                           | 88    | Miguel Oliveira   | KTM     | 26  | +8.402        | 6         | 11   |
| 6                           | 63    | Francesco Bagnaia | Ducati  | 26  | +10.035       | 3         | 10   |
| 7                           | 93    | Marc Márquez      | Honda   | 26  | +10.110       | 20        | 9    |
| 8                           | 41    | Aleix Espargaró   | Aprilia | 26  | +10.346       | 9         | 8    |
| 9                           | 30    | Takaaki Nakagami  | Honda   | 26  | +12.225       | 4         | 7    |
| 10                          | 44    | Pol Espargaró     | Honda   | 26  | +18.565       | 11        | 6    |
| 11                          | 42    | Álex Rins         | Suzuki  | 26  | +21.372       | 7         | 5    |
| 12                          | 33    | Brad Binder       | KTM     | 26  | +21.676       | 21        | 4    |
| 13                          | 9     | Danilo Petrucci   | KTM     | 26  | +27.783       | 18        | 3    |
| 14                          | 73    | Álex Márquez      | Honda   | 26  | +29.772       | 16        | 2    |
| 15                          | 23    | Enea Bastianini   | Ducati  | 26  | +32.785       | 19        | 1    |
| 16                          | 32    | Lorenzo Savadori  | Aprilia | 26  | +37.573       | 15        |      |
| 17                          | 31    | Garrett Gerloff   | Yamaha  | 26  | +53.213       | 22        |      |
| 18                          | 10    | Luca Marini       | Ducati  | 26  | +1:06.791     | 17        |      |
| Ret                         | 27    | Iker Lecuona      | KTM     | 18  | Accident      | 13        |      |
| Ret                         | 43    | Jack Miller       | Ducati  | 18  | Oil Leak      | 8         |      |
| Ret                         | 89    | Jorge Martín      | Ducati  | 14  | Rider In Pain | 14        |      |
| Ret                         | 46    | Valentino Rossi   | Yamaha  | 7   | Accident      | 12        |      |
| OFFICIAL MOTOGP RACE REPORT |       |                   |         |     |               |           |      |

Nguồn: Trang chủ MotoGP